# Escolinha de Futebol Aquidauanense

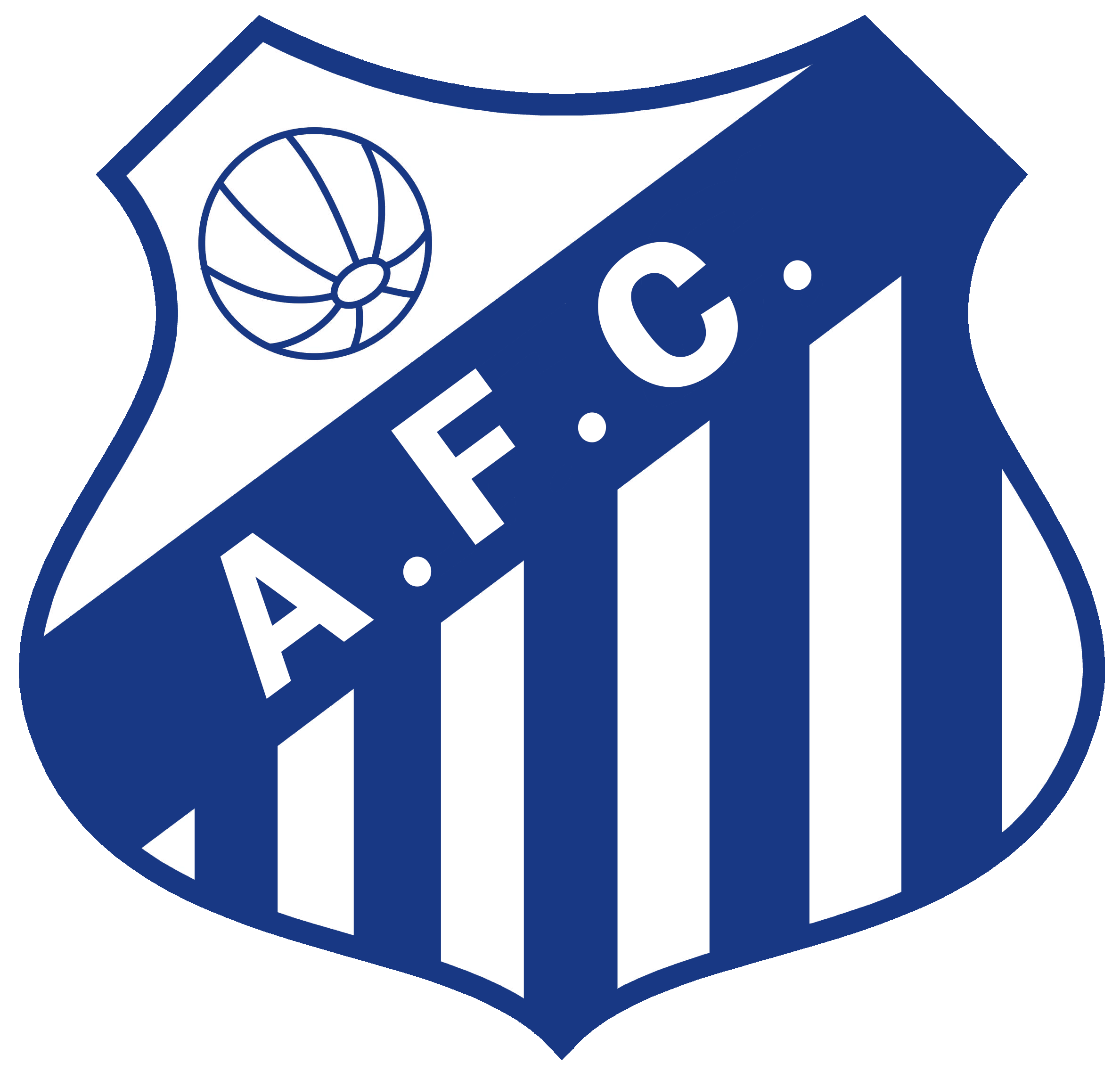
Le logo du Aquidauanense de Futebol Clube

Le Aquidauanense Futebol Clube est un club brésilien de football basé à Aquidauana dans l'État du Mato Grosso do Sul.

## Historique
Le club est fondé en 2001.
Il est promu en 1re division du Championnat du Mato Grosso do Sul à l'issue de l'année 2007.

## Palmarès
- Championnat du Mato Grosso do Sul
  - Vice-champion : 2010